# Bad Berka
Bad Berka (letteralmente: «Berka Terme») è una città di 7 379 abitanti della Turingia, in Germania.
Appartiene al circondario del Weimarer Land.

## Geografia antropica
La città di Bad Berka è suddivisa nelle frazioni (Ortsteil) di Bad Berka, Bergern, Gutendorf, Meckfeld, Schoppendorf, Tannroda e Tiefengruben.